# Серж Дассо
Серж Дассо (фр. Serge Dassault; нар. 4 квітня 1925 — 28 травня 2018) — впливовий французький бізнесмен (голова і головний виконавчий директор Dassault Group) і консервативний політик, мільярдер. За даними журналу «Форбс», у 2010 році він був 96-ю найбагатшою людиною у світі, з 9,3 мільярдами доларів.

## Біографія
Син авіаконструктора і підприємця Марселя Дассо, від якого успадкував Groupe Dassault. Сім'я Дассо має єврейське походження і носила прізвище Блох (Bloch) до 1946 року, коли батьки прийняли католицизм і змінили прізвище на Dassault.
Член партії Союз за президентську більшість Франції, як і його син Олів'є, який є депутатом Національної асамблеї. Колишній мер міста Корбей-Ессонна, південного передмістя Парижа. У 2004 Серж Дассо допоміг у фінансуванні будівництва ісламського культурного центру (що складається в основному з мечеті) в місті Корбей-Ессонні, вклавши свої кошти. У 2004 році Serge Dassault став сенатором, і в цьому положенні, він був активним захисником консервативних позицій
Родині Сержа Дассо належать контрольні пакети акцій у таких концернах, як:
- Dassault Aviation (50,21 %)
- Dassault Systèmes (45,1 %)
- Lagardere Active (20,0 %)
- Dassault Developpement
- Dassault Communication — комунікації
- Sogitec — технології
- Dassault Falcon Jet — підрядник військових літаків Фалкон
- Dassault Falcon Service — техобслуговування літаків
- Dassault Multimedia — дизайн
- Dassault Investissements — фінанси
- SABCA — бельгійський аерокосмосу
- Socpresse (87 %) — видавнича група (журнал L'Express)